# Bluesnarfing
Bluesnarfing è il nome che identifica la tecnica e il tool di sicurezza utilizzato per accedere senza autorizzazione ad informazioni private contenute all'interno di un cellulare o di un PDA o di un qualsivoglia apparecchio che permetta l'utilizzo di una connessione bluetooth.
Grazie a questo tipo di intrusione è possibile accedere a buona parte dei contenuti dell'apparecchio sotto attacco, come per esempio il calendario, i contatti della rubrica, le email ed i messaggi di testo. Su buona parte degli apparecchi vulnerabili l'accesso avviene non solo in lettura, ma anche in scrittura, ne consegue che risulta quindi possibile modificare, aggiungere e cancellare i contenuti dell'apparecchio attaccato.
Attualmente esistono più programmi disponibili per effettuare questo tipo di attacco, uno dei primi tool sviluppati per la piattaforma Gnu/Linux è stato bluesnarfer Archiviato il 27 dicembre 2017 in Internet Archive. sviluppato da due esperti di sicurezza informatica italiani, Roberto Martelloni e Davide Del Vecchio, all'incirca nel 2004, per essere di supporto a un articolo in italiano che spiega i fondamenti teorici che stanno dietro a questo attacco, l'articolo è al momento reperibile sia sulle home page Archiviato il 27 dicembre 2017 in Internet Archive. dei due autori del tool che sul sito dell'ezine per la quale è stato pubblicato l'articolo, questo tool inoltre si trova attualmente installato sulla maggior parte delle distribuzioni linux orientate alla sicurezza informatica.
Sebbene sia il Bluesnarfing che il Bluejacking sfruttino una connessione Bluetooth senza che gli utilizzatori leciti ne siano a conoscenza, l'attacco bluetooth è più pericoloso, infatti, qualsiasi dispositivo con la connessione Bluetooth attivata e "visibile" (in grado cioè di essere rilevata da altri dispositivi Bluetooth nei dintorni) può essere suscettibile di Bluesnarfing, qualora il dispositivo attaccato risulti vulnerabile o qualora il livello di sicurezza impostato sul dispositivo non sia stato impostato adeguatamente.
Solo disattivando il Bluetooth completamente, la potenziale vittima, troncando ogni possibilità di comunicazione attraverso il protocollo bluetooth,  può sentirsi più al sicuro dalla possibilità di essere attaccata, infatti anche un dispositivo impostato per non segnalare la sua presenza agli altri dispositivi può facilmente essere rintracciato effettuando una ricerca dell'indirizzo che lo identifica (MAC address del dispositivo) tramite un attacco a forza bruta. Come in tutti questi tipi di attacchi, il principale ostacolo è l'ampio spazio di ricerca degli indirizzi nel quale ricercare, nello specifico il protocollo Bluetooth usa un unico MAC Address a 48-bit, di cui i primi 24 bits identificano il produttore; mentre i rimanenti 24 bits permettono di discriminare circa 16.8 milioni di combinazioni e di conseguenza di dispositivi.
Poiché il Bluesnarfing rappresenta una violazione della privacy, questo tipo di attacco risulta illegale in molte nazioni.